# Тіволі

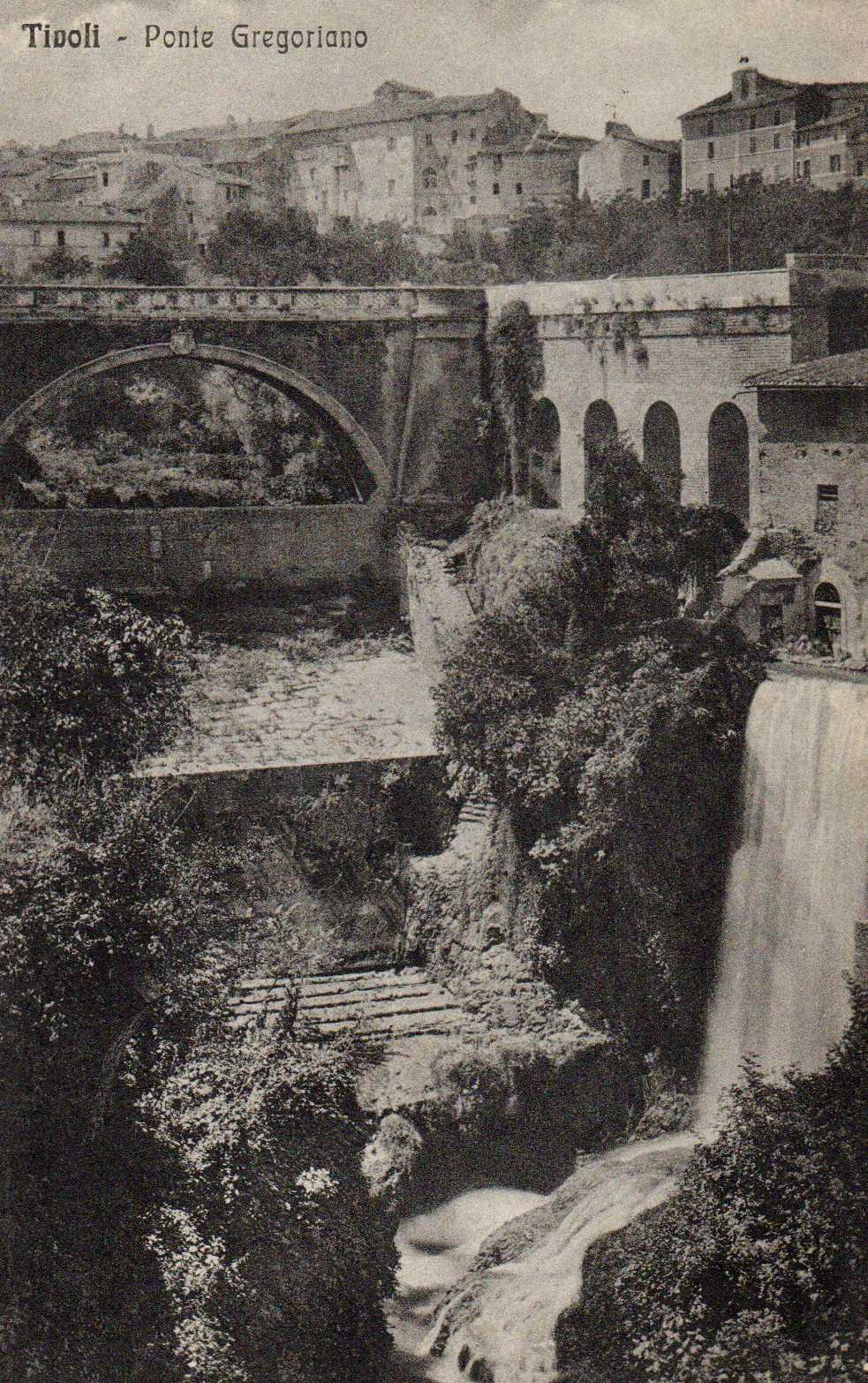
Тіволі, початок ХХст.(фондова збірка, Мейл-Арт Музей, м. Львів)

Тіволі (італ. Tivoli) — місто та муніципалітет в Італії, у регіоні Лаціо, метрополійне місто Рим-Столиця.
Тіволі розташоване на відстані близько 28 км на схід від Рима.
Населення — 56 759 осіб (2014).

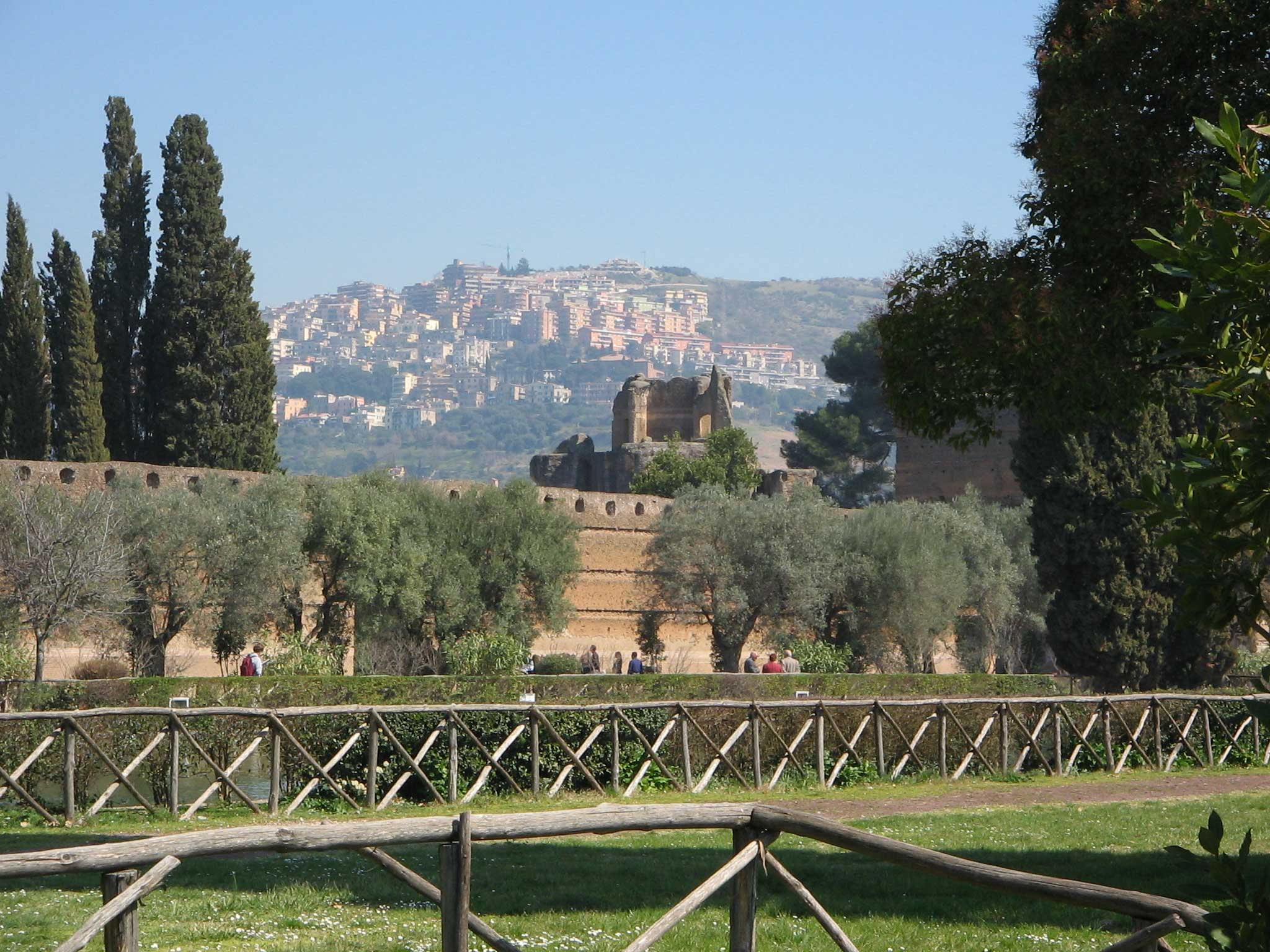

Щорічний фестиваль відбувається 10 серпня. Покровитель — святий мученик Лаврентій.

## Демографія
Населення за роками:

Станом на 1 січня 2023 року в муніципалітеті офіційно проживало 7555 іноземців з 112 країн, серед них 4798 громадян країн Євросоюзу та 135 громадян України.

## Персоналії
- Іван IX (840—900) — сто сімнадцятий папа Римський (січень 898 — січень 900).

## Сусідні муніципалітети
- Кастель-Мадама
- Гуідонія-Монтечеліо
- Марчелліна
- Рим
- Сан-Грегоріо-да-Сассола
- Сан-Поло-дей-Кавальєрі
- Віковаро